# Кончиц, Александр Николаевич
Александр Николаевич Кончиц (27 августа 1965, Осиповичи) — белорусский футболист и футбольный тренер. Старший тренер клуба «Слуцк».

## Биография
Заниматься футболом начал в осиповичской ДЮСШ, попал туда после набора в отделение футбол/хоккей во время обучения в третьем классе СШ № 4 г. Осиповичи. В 1982 году, после окончания 10 классов школы поступил в Гомельский государственный университет имени Франциска Скорины на отделение физвоспитания, там же играл за студенческую команду. После первого курса был призван на службу в армию, в связи с чем окончил обучение в университете в 1988 году. Был распределён в школу № 187 г. Минска в качестве учителя физкультуры. Отработав годовое распределение, вернулся в Осиповичи и устроился инструктором производственной гимнастики в вагонное депо ВЧД-9.
После этого начался футбольный этап. Был тренером в осиповичской ДЮСШ 14 лет. В числе его выпускников — Алексей Литвинко, Руслан Свириденко, Сергей Веремейко, Дмитрий Кирдун.
Параллельно, в 1994 году, началось выступление ФК «Осиповичи» (тогда — КРЗ) на республиканском уровне, где Кончиц был играющим тренером. Из-за сложностей совмещения работы в команде и спортшколе отдал предпочтение тренерству в клубе. В 1997 году клуб стал чемпионом третьей лиги (Д3), заняв 1 место в зоне Б, а уже в следующем сезоне 1998 года команда под руководством Кончица завоевала серебряные медали первой лиги, получив право выступить в высшей лиге. Таким образом, осиповичский клуб за два года поднялся из третьего дивизиона в первый.
В 2007 году при БГУФК получил квалификацию «Тренер по футболу», в 2009 — лицензию УЕФА категории «Б», в 2012 — категорию «А».
В 2016 году команда под руководством Кончица заняла второе место во второй лиге и получила право выступления в первой лиге в следующем сезоне.
В январе 2017 года Александр Кончиц после 23 лет работы покинул пост директора и главного тренера ФК «Осиповичи» и 18 января официально стал старшим тренером в клубе «Слуцк». Осенью 2020 года недолгое время исполнял обязанности главного тренера «Слуцка».

## Достижения
«Осиповичи»
- Чемпион второй лиги Белоруссии: 1997
- Серебряный призёр первой лиги Белоруссии: 1998
- Серебряный призёр второй лиги Белоруссии: 2016